# Calamagrostis inaequalis
Calamagrostis inaequalis är en gräsart som först beskrevs av Joyce Winifred Vickery, och fick sitt nu gällande namn av Rafaël Herman Anna Govaerts. Calamagrostis inaequalis ingår i släktet rör, och familjen gräs.
Artens utbredningsområde är Western Australia. Inga underarter finns listade i Catalogue of Life.